# Porioides
Porioides is een geslacht van spinnen uit de  familie van de Hahniidae (kamstaartjes).

## Soorten
- Porioides rima (Forster, 1970)
- Porioides tasmani (Forster, 1970)